# John Collins (matematico)
John Collins (Oxford, 5 marzo 1625 – Londra, 10 novembre 1683) è stato un matematico inglese.
Fu membro della Royal Society di Londra di cui fu bibliotecario.

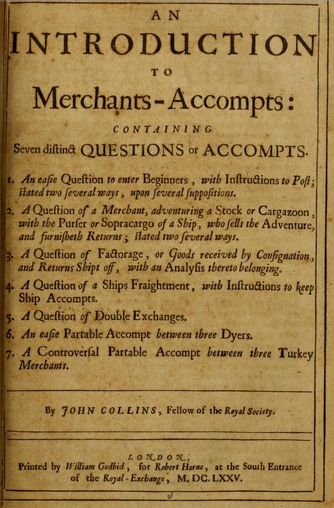
Merchants Accompts

È conosciuto per la sua vasta corrispondenza epistolare con scienziati e matematici di spicco, tra cui Giovanni Alfonso Borelli, Gottfried Leibniz, Isaac Newton, John Wallis, James Gregory e Christiaan Huygens. La sua corrispondenza ha fornito dettagli di molte scoperte e sviluppi del suo tempo.